# NHK静冈放送局
NHK静冈放送局（日语：NHK静岡放送局），又译NHK静冈广播电视台，是日本放送協會位於靜岡縣静冈市、負責主管靜岡縣當地事務的地方广播电视台（放送局）。

## 频道频率一览

### 电视频道
- NHK综合频道（呼号JOPK-DTV）
- NHK教育频道（呼号JOPB-DTV）

### 广播频率
- NHK第一套广播（呼号JOPK）
- NHK第二套广播（呼号JOPB）
- NHK调频广播（呼号JOPK-FM）

## 外部連結
- NHK静岡放送局 （页面存档备份，存于）
- NHK静岡放送局的X（前Twitter）